# Estação Ulitsa Tysiatcha Deviatssot Piatogo Goda
Ulitsa Tysiatcha Deviatssot Piatogo Goda (em russo:  Улица 1905 года) é uma das estações da linha Tagansko-Krasnopresnenskaia (Linha 7) do Metro de Moscovo, na Rússia. Estação «Ulitsa Tysiatcha Deviatssot Piatogo Goda» está localizada entre as estações «Barricadnaia» e «Biegovaia».